# Tor Håkon Holte
Tor Håkon Holte (Drammen, 1º agosto 1958) è un ex fondista norvegese.
È fratello di Geir, a sua volta fondista di alto livello.

## Biografia
In Coppa del Mondo esordì nella gara inaugurale del 9 gennaio 1982 a Reit im Winkl, ottenendo subito il primo podio (2°); ottenne la prima vittoria il 10 marzo 1984 a Oslo.
In carriera prese parte a due edizioni dei Giochi olimpici invernali, Sarajevo 1984 (8° nella 15 km, 12° nella 50 km, 4° nella staffetta) e Calgary 1988 (21° nella 30 km, 31° nella 50 km), e a una dei Campionati mondiali, Seefeld in Tirol 1985, vincendo una medaglia.

## Palmarès

### Mondiali
- 1 medaglia:
  - 1 oro (staffetta[2] a Seefeld in Tirol 1985)

### Coppa del Mondo
- Miglior piazzamento in classifica generale: 2º nel 1985
- 7 podi (tutti individuali[3])[4]:
  - 2 vittorie
  - 4 secondi posti
  - 1 terzi posti

#### Coppa del Mondo - vittorie
| Data          | Località | Nazione   | Spec.    |
| ------------- | -------- | --------- | -------- |
| 10 marzo 1984 | Oslo     | Norvegia  | 50 km TC |
| 3 marzo 1985  | Lahti    | Finlandia | 50 km TC |

Legenda:

TC = tecnica classica